# Antíope (DC Comics)
General Antíope, é uma personagem da DC Comics com base na mitológica Amazona Antíope. Nos quadrinhos, ela é a irmã Amazona da Rainha Hipólita, e tia da Mulher-Maravilha. Ela é o membro fundador das Amazonas de Bana-Mighdall, a quem eles adoram como uma ancestral sagrado.

## Em outras mídias

### Mulher Maravilha(2017)
Antíope fará sua estréia live action no próximo filme da Mulher Maravilha interpretada por Robin Wright.  No filme, Diana foi criado junto com a Rainha Hipólita, General Antíope, e a tenente Menalippe. Entertainment Weekly escreve: "Este trio de imortais é responsável tanto na sensibilização e formação Diana - a única criança nesta estrogênica ilha pesada - mas eles nem sempre concordam com Hipólita, uma líder revolucionária, que anseia abrigar sua filha amada do lado de fora mundo, mas Antíope, a Amazona responsável pela formação de Diana, quer prepará-la. "Ela é a única criança que levantaram juntos ... e seu amor para ela se manifesta de uma forma diferente para cada um deles", Antíope morre durante uma batalha na ilha de Themycera.

### Liga da Justiça(2017)
No filme Antíope aparece em um flashback mostrando a primeira tentativa de invasão do Lobo da Estepe (Ciarán Hinds) e luta ao lado de Hipólita e uma aliança formada por Amazonas, Atlantes, Deuses do Olimpo, Humanos e Yala-Gur um Lanterna Verde no fim eles conseguem impedir o a primeira invasão do Lobo da Estepe.

### Mulher Maravilha 1984(2020)
Sua terceira aparição no DCEU é uma rápida aparição em flashbacks no início do filme, após os jogos olímpicos das Amazonas ela dá conselhos a Diana.

### Liga da Justiça de Zack Snyder(2021)
No Corte do diretor de Liga da Justiça a participação de Antíope não muda em relação ao corte que foi pro cinema, mas ela tem muito mais tempo de tela na batalha para impedir a Unidade de Darkseid (Ray Porter) quem vem a terra para conquista-la e encontra a Equação Anti-Vida sendo impedido pela aliança formada por Amazonas,Atlantes, Deuses, Humanos e Yala-Gur o Lanterna Verde responsável pela terra, Antíope aparece ainda se tornar umas das guardiãs da Caixa Materna.